# COM LAG (2plus2isfive)
COM LAG (2plus2isfive) è un EP dei Radiohead.

## Il disco
L'EP è uscito in Giappone nel 2004 e nel resto del mondo nel 2006. Contiene, oltre alla title track, tutte le B-Sides dei singoli appartenenti all'album Hail to the Thief del 2003.

## Tracce
1. 2+2=5 (Live) – 3:36
2. Remyxomatosis (Cristian Vogel Remix) – 5:11
3. I Will (Los Angeles Version) – 2:15
4. Paperbag Writer – 4:01
5. I Am A Wicked Child – 3:08
6. I Am Citizen Insane – 3:34
7. Skttrbrain (Four Tet Remix) – 4:28
8. Gagging Order – 3:37
9. Fog (Again) (Live) – 2:21
10. Where Bluebirds Fly – 4:25